# Oberea callosicollis
Oberea callosicollis là một loài bọ cánh cứng trong họ Cerambycidae.